# 루크 아스쿠
루크 애스큐(Luke Askew, 1932년 3월 26일 ~ 2012년 3월 29일)는 미국의 배우이다.
메이컨에서 태어났으며 포틀랜드에서 사망하였다. 사인은 폐암이다.

## 출연 작품
- 내생애최고의경기 (2005년) - 알렉 캠벨 역
- 프레일티 (2001년) - 스몰스 보안관 역
- 천국의 남쪽 지옥의 서쪽 (2000년)
- 벤데타 (1999년)
- 뉴튼 보이즈 (1998년)
- 여행자 (1997년)
- 프랭크와 제시 (1995년)
- 야수 인간 세비지 (1995, Savage)
- 특명 어벤저 3 (1990년)
- 사막의 전사 (1990년)
- 하이웨이 추적자 (1990년)
- 공포의 기억 (1982년)
- 원더 네바다 (1979년)
- 롤링 썬더 (1977년)
- 서부의 형제 (1976년)
- 워킹 톨 2 (1975년)
- 관계의 종말 (1973년)
- 그레이트 노스필드 미네소타 레이드 (1972년)
- 카우보이 벤 (1972년)
- 황야의 7인 3 (1972년)
- 글래스 하우스 (1972년)
- 우정어린 패배 (1970년)
- 이지 라이더 (1969년)
- 코만도 전략 (1968년)
- 그린 베레 (1968년)
- 귀향 (1967년)

### 텔레비전
- 쿵후 (1986년)
- 빅 러브 (2006년)
- 전격 Z작전 (1982년)
- 꿈꾸는 낙원 (1978년)
- 형사 Q (1976년)
- 제5전선 (1966년)